# Phigalia sinuosaria
Phigalia sinuosaria är en fjärilsart som beskrevs av John Henry Leech 1897. Phigalia sinuosaria ingår i släktet Phigalia och familjen mätare. Inga underarter finns listade i Catalogue of Life.